# A Hora Marcada (filme)
A hora marcada é um filme brasileiro de 2001, do gênero drama, dirigido por Marcelo Taranto.

## Sinopse
Uma misteriosa mulher avisa ao banqueiro Mário que sua vida terminará em sete anos. Passado o tempo, resta saber se ela é a personificação da morte ou a projeção dos medos do empresário.

## Elenco
- Gracindo Júnior...Mário Velasquez
- Othon Bastos ... Fernando
- Cássia Kiss ... Clarisse
- Beth Goulart ... Gina
- Ester Góes ... Gabi
- Tonico Pereira ... Beltrano
- Fábio Assunção ... Sicrano
- Shimon Nahmias ... Fulano
- Osmar Prado ...  Peçanha
- Odilon Wagner ... Henrique